# ياتري بايين
یاتري بایین (بالفارسية: یاتری پایین) هي منطقة سكنية تقع في إيران في قسم یاتري الريفي. يقدر عدد سكانها بـ 160 نسمة بحسب إحصاء 2016.